# Vrij klimmen

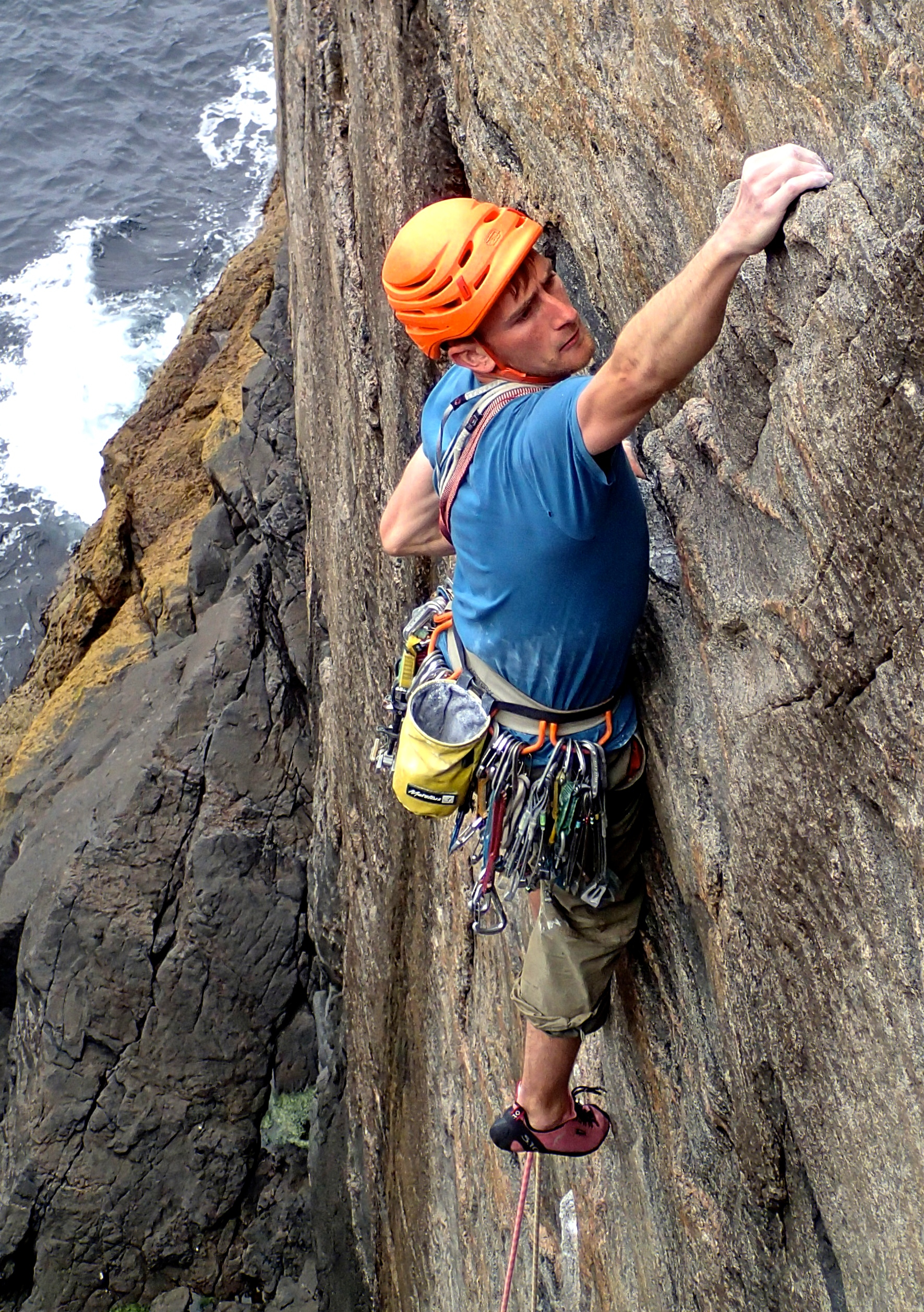
Vrij klimmen op rotsen in de Hebriden, in een traditionele klimstijl

Vrij klimmen (Engels: free climbing) is een vorm van rotsklimmen waarbij de progressie op de rots voortkomt uit het gebruik van handen en voeten op de rots. De klimmer mag gebruikmaken van klimbeveiliging, maar niet van uitrusting die de klim ondersteunen (zoals tegenwicht). Onder vrij klimmen vallen de disciplines van het sportklimmen, traditioneel klimmen, soleren en diep-water soleren. De andere tak van de klimsport betreft het artificieel klimmen, hier wordt de progressie gemaakt door het gebruik van hulpmiddelen zoals ladders en bijvoorbeeld ijsbijlen.
Het is een typische misvatting dat bij vrij klimmen de klimmer geen gebruik maakt van materiële beveiliging. "Vrij" in deze context slaat op het feit dat de klimmer vrij is van hulpmiddelen voor het klimmen zelf. Hulpmiddelen die de klimmer behoeden voor de dood zijn dus nadrukkelijk wel aanwezig.

## Sportklimmen
Sportklimmen is klimmen met een touw zonder zelf zekeringen aan te brengen in de rots.

## Traditioneel klimmen
Traditioneel klimmen is klimmen met een touw waarbij de tussenzekeringen zelf aangelegd moeten worden met bijvoorbeeld: klemveerapparaten, ijsschroeven of touwlussen.

## Soleren
Soleren (of ook wel free solo genoemd) is klimmen zonder enige vorm van materiële beveiliging. Dus geen touw, geen apparaten, enzovoorts.  Anders dan met boulderen waar op een veilige hoogte wordt geklommen, wordt hier op gevaarlijke hoogten geklommen. Alleen de klimmer kan voorkomen dat hij/zij valt door alles correct te doen en de hele route uit te klimmen zonder fouten. Als de klimmer valt kan dit dus ernstige verwondingen of zelfs de dood veroorzaken.
Vrij klimmen kan op verschillende manieren beoefend worden.
- Builderen; Het beklimmen van gebouwen.
- Bergen; In de bergen op steen.

Solo-klimmers moeten goed nadenken over wat ze aangaan: alleen wanneer ze zichzelf compleet bewust zijn van de te nemen risico's wordt een vrije klim ondernomen. Deze mensen hebben vaak verklaard dat vrij klimmen of soleren het gevoel geeft meer dan 100% te leven. Complete controle over de situatie en alles intens ervaren. Vrij klimmen is dan ook een klimvorm die, meer dan de andere vormen, een groot beroep doet op de psychische vermogens.